# Cucumella triplex
Cucumella triplex is een zeekomkommer uit de familie Cucumariidae.
De wetenschappelijke naam van de soort werd in 1935 gepubliceerd door Hubert Ludwig & Svend Geisler Heding.